# Eleições legislativas na Itália em 2013
- Partido Democrático (Pier Luigi Bersani)
- O Povo da Liberdade (Silvio Berlusconi)
- MoVimento 5 Estrelas (Beppe Grillo)

As eleições legislativas na Itália que ocorreram entre 24 e 25 de Fevereiro de 2013 determinaram os membros do Parlamento, compreendido por 630 membros da Câmara dos Deputados e 315 membros do Senado. O líder do partido que obtiver a maioria em ambas as câmaras torna-se o novo primeiro-ministro do país. A coligação de centro-esquerda Itália. Bem comum conquistou maioria dos Deputados, mas nenhuma corrente política conseguiu maioria no Senado. Esse empate gerado entre as duas coligações mais fortes, de Pier Luigi Bersani e Silvio Berlusconi, causou uma série de incertezas políticas e económicas. Nesse cenário, o terceiro colocado, Beppe Grillo, torna-se uma figura-chave para a formação do novo governo, mas este resiste em fazer uma aliança política.

## Sistema eleitoral
A República da Itália utiliza o sistema parlamentarista, onde o líder do maior partido no Parlamento é o primeiro-ministro, responsável pelo governo. A Câmara dos Deputados possui 630 membros e o Senado tem 315 membros. Com um mandato de cinco anos, foram eleitos os membros dessas duas casas. O sistema eleitoral é de representação proporcional com listas de partidos que formam coligações. As atribuições para as casas legislativas são muito semelhantes, sendo que qualquer lei (com excepção do Orçamento) pode ser proposta pelo Senado ou a Câmara dos Deputados e votada da mesma forma. O governo precisa do apoio das duas casas para governar. Na Câmara dos Deputados são necessários 340 dos 630 lugares para se obter maioria. No Senado, essa definição é feita em cada uma das 20 regiões, a coligação vencedora em cada região recebe a garantia de 55% dos assentos.

## Contexto
No dia 11 de Novembro de 2011, Silvio Berlusconi renunciou ao cargo de primeiro-ministro que ocupava desde 2008. O principal motivo foi a falta de apoio político e o desgaste causado por diversas acusações e polémicas. Em meio a crise económica, o presidente da República Giorgio Napolitano nomeou o professor de economia Mario Monti para ocupar o cargo vago. Após aprovar o orçamento italiano para o ano de 2013, ao mesmo tempo que havia perdido o apoio do partido de seu antecessor, o primeiro-ministro Mario Monti renunciou em 21 de dezembro de 2012. Tal acontecimento fez com que o presidente dissolvesse o Parlamento e convocasse novas eleições, enquanto Monti governa interinamente.

## Campanha eleitoral
A partir do momento em que o tecnocrata e actual primeiro-ministro Mario Monti decidiu se candidatar em 25 de Dezembro de 2012, o processo eleitoral foi caracterizado pela peculiaridade da utilização essencial da média e redes sociais na disputa, não havendo um contacto directo com os políticos e eleitores. A única excepção é o comediante Beppe Grillo, que apesar de possuir o blog mais seguido no país e com 800 mil seguidores no Twitter, fez questão de lotar as praças italianas com vários comícios. Berlusconi iniciou contando aos telespectadores e ouvintes de rádio sobre sua vida pessoal e carreira, bem como tendo uma namorada conhecida em várias revistas; prosseguindo com o lançamento de seu programa eleitoral em diversas médias locais. Berlusconi confrontou com o jornalista Michele Santoro durante uma das entrevistas mais vistas. O favorito das eleições, Pier Luigi, preferiu fazer vários pequenos actos por toda a Itália, afastado de grandes eventos.
De acordo com as pesquisas eleitorais realizadas pela agência Ansa, a 8 de Fevereiro, percebeu-se que a coligação de centro-esquerda "Itália. Bem Comum", representada por Pier Luigi Bersani, estava na liderança com 33,6%. Em segundo colocado aparecia o ex-primeiro-ministro Silvio Berlusconi com 28,5%. No entanto, devido a grande quantidade de indecisos, as eleições podem tomar outros rumos além do que se prevê: sete milhões não sabem em quem votar, e onze milhões de italianos cogitam a possibilidade de não comparecer. Ainda conquistariam cadeiras no Parlamento os seguintes partidos menores: o MoVimento 5 Estrelas (chefiado pelo comediante Beppe Grillo) com 18,1% dos votos; a coligação do actual primeiro-ministro Mario Monti com 13,6%; e a Revolução Civil (chefiada pelo ex-procurador anti-máfia Antonio Ingroia) com 4,1%.

## Análise eleitoral
Muitas das especulações com relação à eleição se confirmaram. O resultado entre os dois principais partidos, tanto na Câmara dos Deputados quanto no Senado, ficaram na margem de diferença de 1%. Apesar disso, Pier Luigi Bersani conseguiu a maioria dos deputados, mas nenhuma liderança política obteve maioria no Senado. O comediante genovês Beppe Grillo surpreendeu obtendo a terceira colocação com 25%. O actual primeiro-ministro Mario Monti ficou na quarta colocação com 10%.

## Resultados Oficiais

### Câmara dos Deputados

#### Itália (19 das 20 regiões)
| Partido                       | Partido                                   | Partido                    | Votos      | %     | +/-       | Deputados | +/-   |
| ----------------------------- | ----------------------------------------- | -------------------------- | ---------- | ----- | --------- | --------- | ----- |
|                               |                                           | Partido Democrático        | 8 646 043  | 25,43 | 7,75      | 292 / 617 | 81    |
|                               | Esquerda, Ecologia e Liberdade            | 1 089 231                  | 3,20       | Novo  | 37 / 617  | Novo      |       |
|                               | Centro Democrático                        | 167 328                    | 0,49       | Novo  | 6 / 617   | Novo      |       |
|                               | Partido Popular Sul Tirolês               | 146 800                    | 0,43       | 0,02  | 5 / 617   | 3         |       |
| Itália. Bem Comum (Total)     | Itália. Bem Comum (Total)                 | 10 049 393                 | 29,55      | 4,04  | 340 / 617 | 127       |       |
|                               |                                           | O Povo da Liberdade        | 7 332 134  | 21,56 | 15,82     | 97 / 617  | 175   |
|                               | Liga Norte                                | 1 390 534                  | 4,09       | 4,21  | 18 / 617  | 42        |       |
|                               | Irmãos de Itália                          | 666 765                    | 1,96       | Novo  | 9 / 617   | Novo      |       |
|                               | Outros (partidos com menos de 1%)         | 534 167                    | 1,58       |       | 0 / 617   |           |       |
| Centro-direita (Total)        | Centro-direita (Total)                    | 9 923 600                  | 29,18      | 17,63 | 124 / 617 | 216       |       |
|                               | MoVimento 5 Estrelas                      | MoVimento 5 Estrelas       | 8 691 406  | 25,56 | Novo      | 108 / 617 | Novo  |
|                               |                                           | Escolha Cívica             | 2 823 842  | 8,30  | Novo      | 37 / 617  | Novo  |
|                               | União dos Democratas-Cristãos e de Centro | 608 321                    | 1,79       | 3,83  | 8 / 617   | 28        |       |
|                               | Futuro e Liberdade                        | 159 378                    | 0,47       | Novo  | 0 / 617   | Novo      |       |
| Com Monti pela Itália (Total) | Com Monti pela Itália (Total)             | 3 591 541                  | 10,56      | Novo  | 45 / 617  | Novo      |       |
|                               | Revolução Civil                           | Revolução Civil            | 765 189    | 2,25  | Novo      | 0 / 617   | Novo  |
|                               | Agir para Parar o Declínio                | Agir para Parar o Declínio | 380 044    | 1,12  | Novo      | 0 / 617   | Novo  |
|                               | Outros                                    | Outros                     | 604 582    | 1,75  |           | 0 / 617   |       |
| Votos Inválidos               | Votos Inválidos                           | Votos Inválidos            | 1 265 171  | 3,59  | 0,15      |           |       |
| Total                         | Total                                     | Total                      | 35 270 926 | 100   |           | 617 / 617 |       |
| Eleitorado/Participação       | Eleitorado/Participação                   | Eleitorado/Participação    | 46 905 154 | 75,20 | 5,31      |           |       |
| Fonte                         | Fonte                                     | Fonte                      | [ 9 ]      | [ 9 ] | [ 9 ]     | [ 9 ]     | [ 9 ] |

#### Vale de Aosta
| Partido                 | Partido                                   | Votos   | %      | +/-    | Deputados | +/-     |
| ----------------------- | ----------------------------------------- | ------- | ------ | ------ | --------- | ------- |
|                         | Coligação Vale de Aosta                   | 18 376  | 25,37  | 12,47  | 1 / 1     | 1       |
|                         | União Valdostana Progressista             | 18 191  | 25,11  | Novo   | 0 / 1     | Novo    |
|                         | Autonomia, Liberdade e Democracia         | 14 340  | 19,80  | 19,32  | 0 / 1     | 1       |
|                         | MoVimento 5 Estrelas                      | 13 403  | 18,50  | Novo   | 0 / 1     | Novo    |
|                         | Irmãos de Itália                          | 3 051   | 4,21   | Novo   | 0 / 1     | Novo    |
|                         | Liga Norte                                | 2 384   | 3,29   | 0,19   | 0 / 1     | Estável |
|                         | União dos Democratas-Cristãos e de Centro | 1 355   | 1,87   | -      | 0 / 1     | -       |
|                         | Agir para Parar o Declínio                | 748     | 1,03   | Novo   | 0 / 1     | Novo    |
|                         | Outros                                    | 588     | 0,81   |        | 0 / 1     |         |
| Votos Inválidos         | Votos Inválidos                           | 4 733   | 6,13   | 0,17   |           |         |
| Total                   | Total                                     | 77 169  | 100    |        | 1 / 1     |         |
| Eleitorado/Participação | Eleitorado/Participação                   | 100 277 | 76,96  | 2,23   |           |         |
| Fonte                   | Fonte                                     | [ 10 ]  | [ 10 ] | [ 10 ] | [ 10 ]    | [ 10 ]  |

#### Estrangeiro
| Partido                 | Partido                                            | Votos     | %      | +/-    | Deputados | +/-    |
| ----------------------- | -------------------------------------------------- | --------- | ------ | ------ | --------- | ------ |
|                         | Partido Democrático                                | 287 975   | 29,30  | 3,18   | 5 / 12    | 1      |
|                         | Com Monti pela Itália                              | 181 041   | 18,42  | Novo   | 2 / 12    | Novo   |
|                         | O Povo da Liberdade                                | 145 751   | 14,83  | 16,07  | 1 / 12    | 3      |
|                         | Movimento Associativo dos Italianos no Estrangeiro | 140 868   | 14,33  | 6,00   | 2 / 12    | 1      |
|                         | MoVimento 5 Estrelas                               | 95 173    | 9,68   | Novo   | 1 / 12    | Novo   |
|                         | União Sul-Americana dos Emigrantes Italianos       | 43 918    | 4,47   | Novo   | 1 / 12    | Novo   |
|                         | Itália pela Liberdade                              | 22 348    | 2,27   | Novo   | 0 / 12    | Novo   |
|                         | Esquerda, Ecologia e Liberdade                     | 17 434    | 1,77   | Novo   | 0 / 12    | Novo   |
|                         | Revolução Civil                                    | 16 033    | 1,63   | Novo   | 0 / 12    | Novo   |
|                         | União dos Italianos na América do Sul              | 11 330    | 1,15   | Novo   | 0 / 12    | Novo   |
|                         | Agir para Parar o Declínio                         | 10 195    | 1,04   | Novo   | 0 / 12    | Novo   |
|                         | Outros                                             | 10 815    | 1,10   |        | 0 / 12    |        |
| Votos Inválidos         | Votos Inválidos                                    | 121 108   | 10,97  | 1,29   |           |        |
| Total                   | Total                                              | 1 103 989 | 100    |        | 12 / 12   |        |
| Eleitorado/Participação | Eleitorado/Participação                            | 3 494 687 | 31,59  | 7,92   |           |        |
| Fonte                   | Fonte                                              | [ 11 ]    | [ 11 ] | [ 11 ] | [ 11 ]    | [ 11 ] |

### Senado da República

#### Itália (18 das 20 regiões)
| Partido                   | Partido                           | Partido                 | Votos      | %      | +/-       | Senadores | +/-    |
| ------------------------- | --------------------------------- | ----------------------- | ---------- | ------ | --------- | --------- | ------ |
|                           |                                   | Partido Democrático     | 8 400 851  | 27,44  | 6,25      | 105 / 301 | 11     |
|                           | Esquerda, Ecologia e Liberdade    | 911 486                 | 2,98       | Novo   | 7 / 301   | Novo      |        |
|                           | O Megafone - Lista Crocetta       | 138 564                 | 0,45       | Novo   | 1 / 301   | Novo      |        |
|                           | Outros (partidos com menos de 1%) | 234 536                 | 0,77       |        | 0 / 301   |           |        |
| Itália. Bem Comum (Total) | Itália. Bem Comum (Total)         | 9 685 437               | 31,63      | 2,06   | 113 / 301 | 3         |        |
|                           |                                   | O Povo da Liberdade     | 6 828 994  | 22,30  | 15,87     | 98 / 301  | 43     |
|                           | Liga Norte                        | 1 328 534               | 4,34       | 3,72   | 17 / 301  | 8         |        |
|                           | Irmãos de Itália                  | 590 645                 | 1,93       | Novo   | 0 / 301   | Novo      |        |
|                           | Grande Sul                        | 122 262                 | 0,40       | Novo   | 1 / 301   | Novo      |        |
|                           | Outros (partidos com menos de 1%) | 535 217                 | 1,74       |        | 0 / 301   |           |        |
| Centro-direita (Total)    | Centro-direita (Total)            | 9 405 652               | 30,72      | 16,60  | 116 / 301 | 52        |        |
|                           | MoVimento 5 Estrelas              | MoVimento 5 Estrelas    | 7 286 550  | 23,80  | Novo      | 54 / 301  | Novo   |
|                           | Com Monti pela Itália             | Com Monti pela Itália   | 2 797 734  | 9,14   | Novo      | 18 / 301  | Novo   |
|                           | Revolução Civil                   | Revolução Civil         | 551 064    | 1,80   | Novo      | 0 / 301   | Novo   |
|                           | Outros                            | Outros                  | 891 464    | 2,93   |           | 0 / 301   |        |
| Votos Inválidos           | Votos Inválidos                   | Votos Inválidos         | 1 133 449  | 3,57   | 0,20      |           |        |
| Total                     | Total                             | Total                   | 31 751 350 | 100    |           | 301 / 301 |        |
| Eleitorado/Participação   | Eleitorado/Participação           | Eleitorado/Participação | 42 270 824 | 75,11  | 5,29      |           |        |
| Fonte                     | Fonte                             | Fonte                   | [ 12 ]     | [ 12 ] | [ 12 ]    | [ 12 ]    | [ 12 ] |

#### Trentino - Alto Ádige
|                           | Partido                          | Partido                                           | Votos   | %      | +/-    | Senadores | +/-     |
| ------------------------- | -------------------------------- | ------------------------------------------------- | ------- | ------ | ------ | --------- | ------- |
|                           |                                  | Partido Democrático - Partido Popular Sul Tirolês | 175 278 | 32,17  | 4,42   | 4 / 7     | 2       |
|                           | Partido Popular Sul Tirolês      | 97 141                                            | 17,83   | 0,03   | 2 / 7  | Estável   |         |
|                           | Partido Democrático              | 8 797                                             | 1,61    | 1,87   | 0 / 7  | Estável   |         |
| Itália. Bem Comum (Total) | Itália. Bem Comum (Total)        | 281 216                                           | 51,61   | 2,52   | 6 / 7  | 2         |         |
|                           | O Povo da Liberdade - Liga Norte | O Povo da Liberdade - Liga Norte                  | 85 297  | 15,66  | 12,52  | 1 / 7     | 2       |
|                           | MoVimento 5 Estrelas             | MoVimento 5 Estrelas                              | 82 499  | 15,14  | Novo   | 0 / 7     | Novo    |
|                           | Os Libertários                   | Os Libertários                                    | 42 084  | 7,72   | 3,25   | 0 / 7     | Estável |
|                           | Os Verdes                        | Os Verdes                                         | 12 808  | 2,35   | -      | 0 / 7     | -       |
|                           | Revolução Civil                  | Revolução Civil                                   | 11 262  | 2,07   | Novo   | 0 / 7     | Novo    |
|                           | Agir para Parar o Declínio       | Agir para Parar o Declínio                        | 8 795   | 1,61   | Novo   | 0 / 7     | Novo    |
|                           | Escolha Cívica                   | Escolha Cívica                                    | 7 646   | 1,41   | Novo   | 0 / 7     | Novo    |
|                           | Outros                           | Outros                                            | 13 217  | 2,43   |        | 0 / 7     |         |
| Votos Inválidos           | Votos Inválidos                  | Votos Inválidos                                   | 30 451  | 5,29   | 0,17   |           |         |
| Total                     | Total                            | Total                                             | 575 275 | 100    |        | 7 / 7     |         |
| Eleitorado/Participação   | Eleitorado/Participação          | Eleitorado/Participação                           | 707 666 | 81,29  | 3,14   |           |         |
| Fonte                     | Fonte                            | Fonte                                             | [ 13 ]  | [ 13 ] | [ 13 ] | [ 13 ]    | [ 13 ]  |

#### Vale de Aosta
| Partido                 | Partido                                   | Votos  | %      | +/-    | Senadores | +/-     |
| ----------------------- | ----------------------------------------- | ------ | ------ | ------ | --------- | ------- |
|                         | Coligação Vale de Aosta                   | 24 609 | 37,04  | 4,35   | 1 / 1     | Estável |
|                         | Autonomia, Liberdade e Democracia         | 20 430 | 30,75  | 6,65   | 0 / 1     | Estável |
|                         | MoVimento 5 Estrelas                      | 13 760 | 20,71  | Novo   | 0 / 1     | Novo    |
|                         | Liga Norte                                | 2 608  | 3,93   | 0,98   | 0 / 1     | Estável |
|                         | A Direita                                 | 2 014  | 3,03   | -      | 0 / 1     | -       |
|                         | União dos Democratas-Cristãos e de Centro | 1 594  | 2,40   | -      | 0 / 1     | -       |
|                         | Agir para Parar o Declínio                | 814    | 1,23   | Novo   | 0 / 1     | Novo    |
|                         | Outros                                    | 610    | 0,92   |        | 0 / 1     |         |
| Votos Inválidos         | Votos Inválidos                           | 5 280  | 7,36   | 2,30   |           |         |
| Total                   | Total                                     | 71 719 | 100    |        | 1 / 1     |         |
| Eleitorado/Participação | Eleitorado/Participação                   | 93 040 | 77,08  | 2,42   |           |         |
| Fonte                   | Fonte                                     | [ 14 ] | [ 14 ] | [ 14 ] | [ 14 ]    | [ 14 ]  |

#### Estrangeiro
| Partido                 | Partido                                            | Votos     | %      | +/-    | Senadores | +/-     |
| ----------------------- | -------------------------------------------------- | --------- | ------ | ------ | --------- | ------- |
|                         | Partido Democrático                                | 274 732   | 30,69  | 2,33   | 4 / 6     | 2       |
|                         | Com Monti pela Itália                              | 177 402   | 19,82  | Novo   | 1 / 6     | Novo    |
|                         | O Povo da Liberdade                                | 136 052   | 15,20  | 18,66  | 0 / 6     | 3       |
|                         | Movimento Associativo dos Italianos no Estrangeiro | 120 290   | 13,44  | 5,83   | 1 / 6     | Estável |
|                         | MoVimento 5 Estrelas                               | 89 562    | 10,01  | Novo   | 0 / 6     | Novo    |
|                         | União Sul-Americana dos Emigrantes Italianos       | 38 223    | 4,27   | Novo   | 0 / 6     | Novo    |
|                         | Italianos pela Liberdade                           | 15 260    | 1,70   | Novo   | 0 / 6     | Novo    |
|                         | Revolução Civil                                    | 14 134    | 1,58   | Novo   | 0 / 6     | Novo    |
|                         | União dos Italianos na América do Sul              | 10 811    | 1,21   | Novo   | 0 / 6     | Novo    |
|                         | Outros                                             | 18 693    | 2,09   |        | 0 / 6     |         |
| Votos Inválidos         | Votos Inválidos                                    | 114 762   | 11,36  | 1,31   |           |         |
| Total                   | Total                                              | 1 009 921 | 100    |        | 6 / 6     |         |
| Eleitorado/Participação | Eleitorado/Participação                            | 3 149 501 | 32,07  | 8,25   |           |         |
| Fonte                   | Fonte                                              | [ 15 ]    | [ 15 ] | [ 15 ] | [ 15 ]    | [ 15 ]  |

## Resultados por Distrito Eleitoral

### Câmara dos Deputados
| Distrito Eleitoral  | %    | D   | %    | D   | %    | D   | %    | D  | %    | D  | %   | D   | %   | D  | %   | D   | %   | D   | %   | D   | %   | D  | %    | D   | D   | Votantes   |
| Distrito Eleitoral  | M5S  | M5S | PD   | PD  | PdL  | PdL | SC   | SC | LN   | LN | SEL | SEL | RC  | RC | FdI | FdI | UDC | UDC | FiD | FiD | CD  | CD | SVP  | SVP | D   | Votantes   |
| ------------------- | ---- | --- | ---- | --- | ---- | --- | ---- | -- | ---- | -- | --- | --- | --- | -- | --- | --- | --- | --- | --- | --- | --- | -- | ---- | --- | --- | ---------- |
| Piemonte 1          | 29,2 | 4   | 26,6 | 11  | 17,6 | 3   | 10,4 | 2  | 3,3  | 1  | 3,7 | 2   | 2,5 | -  | 2,0 | -   | 1,0 | -   | 1,2 | -   | 0,3 | -  | -    | -   | 23  | 1 389 249  |
| Piemonte 2          | 25,8 | 4   | 23,4 | 10  | 22,1 | 3   | 10,8 | 2  | 6,4  | 1  | 2,2 | 1   | 1,6 | -  | 3,2 | 1   | 1,4 | -   | 1,4 | -   | 0,2 | -  | -    | -   | 22  | 1 267 959  |
| Lombardia 1         | 20,5 | 6   | 27,7 | 21  | 20,7 | 5   | 11,2 | 3  | 8,7  | 2  | 3,0 | 2   | 1,8 | -  | 1,5 | 1   | 0,9 | -   | 2,1 | -   | 0,2 | -  | -    | -   | 40  | 2 376 777  |
| Lombardia 2         | 18,4 | 6   | 23,0 | 20  | 20,6 | 7   | 10,9 | 4  | 17,8 | 6  | 1,9 | 2   | 1,4 | -  | 1,5 | -   | 1,3 | -   | 2,0 | -   | 0,2 | -  | -    | -   | 45  | 2 619 106  |
| Lombardia 3         | 21,2 | 2   | 27,5 | 8   | 21,8 | 2   | 8,7  | 1  | 10,9 | 1  | 2,1 | 1   | 1,6 | -  | 1,9 | 1   | 1,3 | -   | 1,7 | -   | 0,3 | -  | -    | -   | 16  | 938 046    |
| Trentino-Alto Ádige | 14,6 | 1   | 16,7 | 3   | 10,9 | 1   | 13,1 | 1  | 4,2  | -  | 3,8 | 1   | 1,4 | -  | -   | -   | 0,8 | -   | 1,0 | -   | -   | -  | 24,2 | 5   | 12  | 629 748    |
| Veneto 1            | 25,6 | 6   | 20,4 | 13  | 19,3 | 5   | 10,0 | 2  | 10,9 | 3  | 1,7 | 1   | 1,3 | -  | 1,7 | -   | 1,7 | 1   | 2,4 | -   | 0,2 | -  | -    | -   | 31  | 1 843 145  |
| Veneto 2            | 27,5 | 4   | 22,9 | 9   | 17,7 | 2   | 10,2 | 2  | 10,0 | 2  | 2,0 | 1   | 1,4 | -  | 1,3 | -   | 1,3 | -   | 2,1 | -   | 0,2 | -  | -    | -   | 20  | 1 194 009  |
| Friuli-Veneza Júlia | 27,2 | 2   | 24,7 | 6   | 18,6 | 1   | 10,8 | 1  | 6,7  | 1  | 2,5 | 1   | 2,1 | -  | 1,8 | -   | 1,6 | -   | 1,7 | -   | 0,3 | -  | -    | -   | 12  | 744 206    |
| Ligúria             | 32,1 | 3   | 27,7 | 9   | 18,7 | 2   | 8,4  | 1  | 2,3  | -  | 3,1 | 1   | 2,1 | -  | 1,4 | -   | 1,1 | -   | 1,1 | -   | 0,3 | -  | -    | -   | 16  | 957 394    |
| Emília-Romanha      | 24,7 | 7   | 37,1 | 28  | 16,3 | 5   | 7,9  | 2  | 2,6  | 1  | 2,9 | 2   | 1,9 | -  | 1,4 | -   | 1,1 | -   | 1,3 | -   | 0,2 | -  | -    | -   | 45  | 2 740 478  |
| Toscana             | 24,0 | 5   | 37,5 | 23  | 17,5 | 4   | 6,9  | 2  | 0,7  | -  | 3,8 | 2   | 2,7 | -  | 1,8 | 1   | 1,2 | -   | 1,0 | -   | 0,3 | 1  | -    | -   | 38  | 2 284 716  |
| Úmbria              | 27,2 | 2   | 32,1 | 5   | 19,5 | 1   | 7,9  | 1  | 0,6  | -  | 3,2 | -   | 2,5 | -  | 2,8 | -   | 1,3 | -   | 0,8 | -   | 0,3 | -  | -    | -   | 9   | 543 881    |
| Marche              | 32,1 | 3   | 27,7 | 9   | 17,5 | 2   | 8,4  | 1  | 0,7  | -  | 3,0 | 1   | 2,2 | -  | 2,2 | -   | 1,8 | -   | 1,1 | -   | 0,4 | -  | -    | -   | 16  | 956 257    |
| Lazio 1             | 28,5 | 8   | 27,1 | 21  | 20,6 | 6   | 7,1  | 2  | 0,1  | -  | 4,2 | 3   | 2,7 | -  | 2,6 | 1   | 1,3 | 1   | 0,8 | -   | 0,3 | -  | -    | -   | 42  | 2 483 915  |
| Lazio 2             | 26,9 | 3   | 21,9 | 7   | 28,8 | 3   | 6,0  | 1  | 0,3  | -  | 3,0 | 1   | 2,2 | -  | 3,2 | 1   | 2,1 | -   | 0,5 | -   | 0,3 | -  | -    | -   | 16  | 949 876    |
| Abruzzo             | 29,9 | 3   | 22,6 | 6   | 23,8 | 3   | 6,4  | 1  | 0,2  | -  | 3,1 | 1   | 3,3 | -  | 3,6 | -   | 1,8 | -   | 0,6 | -   | 0,6 | -  | -    | -   | 14  | 810 590    |
| Molise              | 27,7 | -   | 22,6 | 2   | 21,1 | -   | 8,5  | -  | 0,2  | -  | 5,6 | -   | 3,4 | -  | 5,9 | -   | 1,7 | -   | 0,9 | -   | 0,7 | -  | -    | -   | 2   | 204 712    |
| Campânia 1          | 23,2 | 5   | 21,8 | 14  | 29,8 | 7   | 6,5  | 1  | 0,2  | -  | 3,5 | 1   | 3,0 | -  | 2,1 | 1   | 2,5 | 1   | 0,3 | -   | 0,7 | 1  | -    | -   | 32  | 1 565 441  |
| Campânia 2          | 21,1 | 4   | 21,9 | 12  | 28,2 | 6   | 6,9  | 2  | 0,4  | -  | 3,2 | 2   | 2,2 | -  | 3,9 | 1   | 4,7 | 1   | 0,4 | -   | 0,9 | -  | -    | -   | 28  | 1 552 583  |
| Apúlia              | 25,5 | 8   | 18,5 | 15  | 28,9 | 9   | 7,8  | 2  | 0,1  | -  | 6,6 | 5   | 2,4 | -  | 1,6 | 1   | 2,1 | 1   | 0,4 | -   | 1,5 | 1  | -    | -   | 42  | 2 306 638  |
| Basilicata          | 24,3 | 1   | 25,7 | 3   | 19,1 | 1   | 7,9  | -  | 0,1  | -  | 5,9 | 1   | 2,4 | -  | 2,4 | -   | 2,6 | -   | 0,6 | -   | 2,6 | -  | -    | -   | 6   | 330 812    |
| Calábria            | 24,9 | 4   | 22,4 | 9   | 23,8 | 4   | 5,5  | -  | 0,3  | -  | 4,2 | 1   | 2,9 | -  | 1,4 | -   | 4,1 | 1   | 0,3 | -   | 1,8 | 1  | -    | -   | 20  | 997 905    |
| Sicília 1           | 34,6 | 6   | 18,7 | 10  | 26,2 | 6   | 5,2  | 1  | 0,2  | -  | 2,1 | 1   | 3,7 | -  | 1,3 | -   | 2,7 | 1   | 0,3 | -   | 0,6 | -  | -    | -   | 25  | 1 227 651  |
| Sicília 2           | 32,7 | 7   | 18,6 | 10  | 26,8 | 6   | 5,1  | 1  | 0,2  | -  | 2,0 | 1   | 3,2 | -  | 1,8 | -   | 2,9 | 1   | 0,4 | -   | 0,9 | 1  | -    | -   | 27  | 1 405 186  |
| Sardenha            | 29,7 | 4   | 25,2 | 8   | 20,4 | 3   | 6,0  | 1  | 0,1  | -  | 3,7 | 1   | 2,8 | -  | 1,8 | -   | 2,8 | -   | 0,4 | -   | 0,6 | 1  | -    | -   | 18  | 950 646    |
| Itália              | 25,6 | 108 | 25,4 | 292 | 21,6 | 97  | 8,3  | 37 | 4,1  | 18 | 3,2 | 37  | 2,3 | -  | 2,0 | 9   | 1,8 | 8   | 1,1 | -   | 0,5 | 6  | 0,4  | 5   | 617 | 35 270 926 |

## Formação do Governo
As lideranças europeias que acompanhavam os resultados ficaram preocupados, vista que a Itália possui a terceira maior economia da zona do euro. A França e Alemanha pediram que houvesse a continuidade das reformas e austeridade.
No dia 1 de Março, o presidente da República Giorgio Napolitano afirmou que não pretende convocar novas eleições para a solução do impasse. Em entrevista ao jornal La Repubblica, Bersani afirmou que "com absoluta certeza: a ideia de uma grande coligação não existe e nunca vai existir".
Em meados de Março, a Itália já possuía os dois líderes parlamentares: Laura Boldrini foi escolhida como presidente da Câmara dos Deputados, com 52 anos, membro do partido Esquerda, Ecologia e Liberdade, ex-porta-voz do Alto Comissariado das Nações Unidas para os Refugiados; e, Pietro Grasso foi escolhido para presidir o Senado, membro do Partido Democrático, representa uma figura de destaque contra a máfia.
Finalmente, em Abril de 2013, o impasse político em Itália, chegava ao fim, graças a um acordo histórico entre o partido de centro-esquerda, o Partido Democrático e, o partido de centro-direita, O Povo da Liberdade. Este acordo iniciou a um governo de grande coligação, pela primeira vez na história de Itália, com o centro-esquerda, o centro-direita e o centro (Escolha Cívica), a participarem na coligação. O governo foi, inicialmente, liderado por Enrico Letta, com o número dois a ser Angelino Alfano, mas, em 2014, Letta é substituído por Matteo Renzi, que mantém a mesma coligação de governo.